# Pereira Lobo
José Joaquim Pereira Lobo, mais conhecido como Pereira Lobo (São Cristóvão, 23 de dezembro de 1864 — Rio de Janeiro, 24 de fevereiro de 1933) foi um militar e político brasileiro.
Foi presidente do Estado de Sergipe no período de 1918 a 1922. Exerceu também o mandato de senador pelo mesmo estado de 1914 a 1918 e de 1923 a 1930, além de ter sido deputado estadual em 1893 e vice-presidente do Estado de 1896 a 1898.